# Istoria Brăilei
Brăila este o veche așezare pe malul stâng al Dunării, apărând cu numele "Drinago" într-o veche descriere geografică și de călătorii spaniolă, "Libro del conoscimiento" (1350), dar și pe câteva hărți catalane (Angellino de Dalorto, 1325 - 1330 și Angelino Dulcert, 1339). Este menționat ca Brayla în 1368 într-un privilegiu de transport și comerț acordat neguțătorilor brașoveni. Orașul a fost ocupat de turci în 1538-1540, fiind (raia sau kaza) de la 1554 până la sfârșitul războiului ruso-turc din 1828 - 1829, perioadă în care este numit Ibrail. În secolul al XV-lea numele Brăilei este amintit sub forma Breil, într-o mențiune a Cancelariei Voievodului "Ttibor din Transilvania". Perioada de maximă înflorire o are la începutul secolului XX, când este un important port de intrare-ieșire a mărfurilor din România. Este accesibil navelor maritime de dimensiuni mici și medii. 

### Toponimia
În unele lucrări s-au menționat formele de limbă greacă Proilaba, de limbă slavă ca Proilava, de limbă turcă, ca Ibraila și alte forme ca Brilaga sau Braylaum. Vechii istorici atribuie numelui o origine indo-europeană, (bhreg) însemnând pisc vertical cu referire clară asupra poziției geografice a orașului, mai precis asupra malului înalt, adică a piscului sau versantului vertical ce sare în ochi privit din amonte, adică de călătorul ce vine din Galați pe Dunăre, de aici și celălalt nume existent de "Piscul Brăilei", acordat orașului în trecut.

### Perioada antică
Un studiu al originilor Brăilei arată că regiunea a fost locuită din vremuri imemoriale. Există numeroase vestigii arheologice dovedind prezența omului neolitic (Boian-Giulești) 5 i.Hr., la Brailița (vârful Cațagaței), viața a continuat în epoca bronzului, apoi fiind atestată o puternică așezare getică între secolele IV și III î.Hr. aflată pe terasa înaltă a Dunării și întreținând legături cu grecii - de la pontul Euxin, până la Elada. În era noastră descoperirile atestă prezența civilizației Sântana de Mureș, continuată cu o așezare medievală din secolele X-XI.

### Brăila în perioada medievală

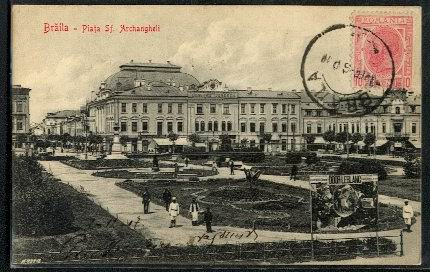
Brăila - carte poștală din 1900

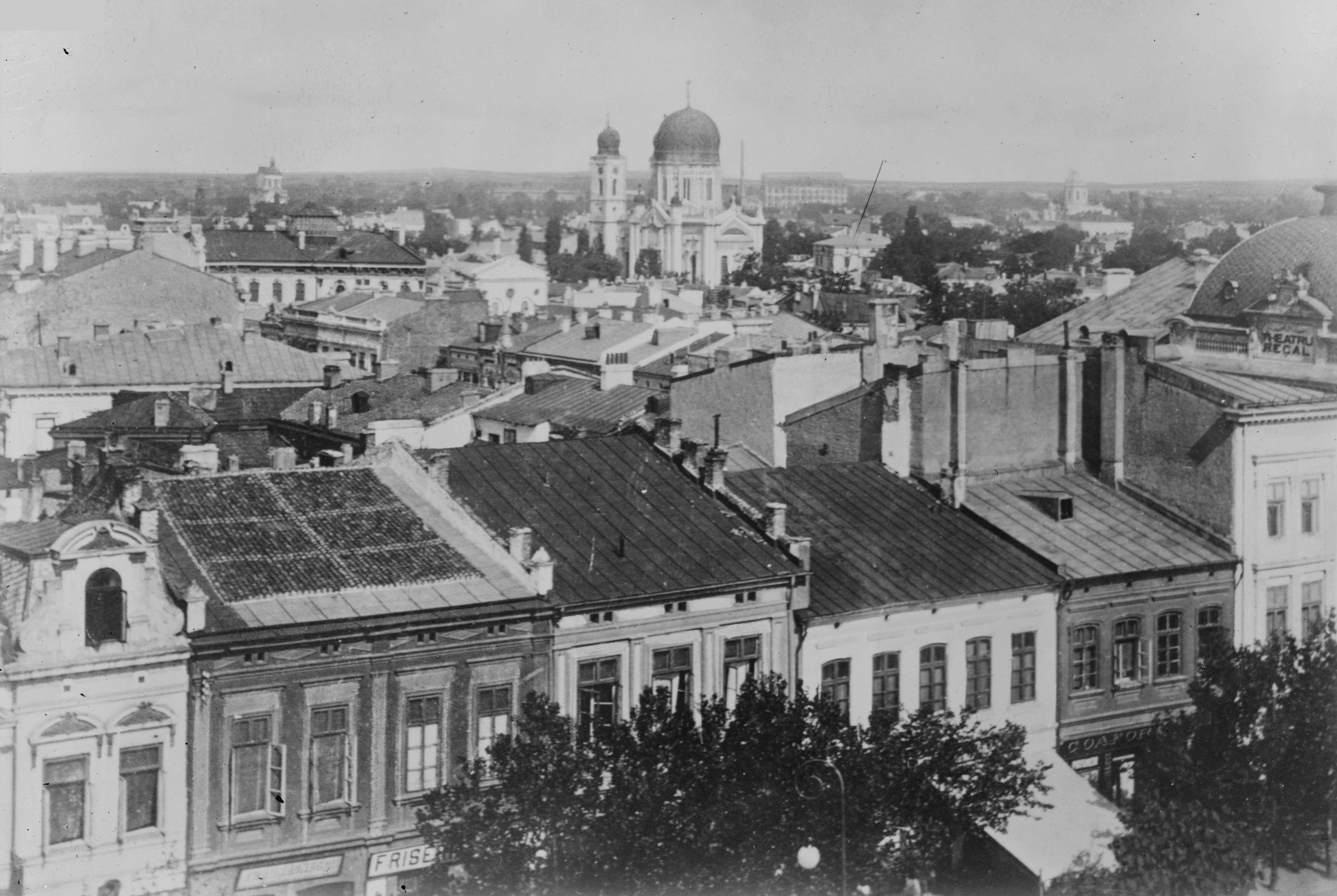
Brăila secolului al XIX-lea

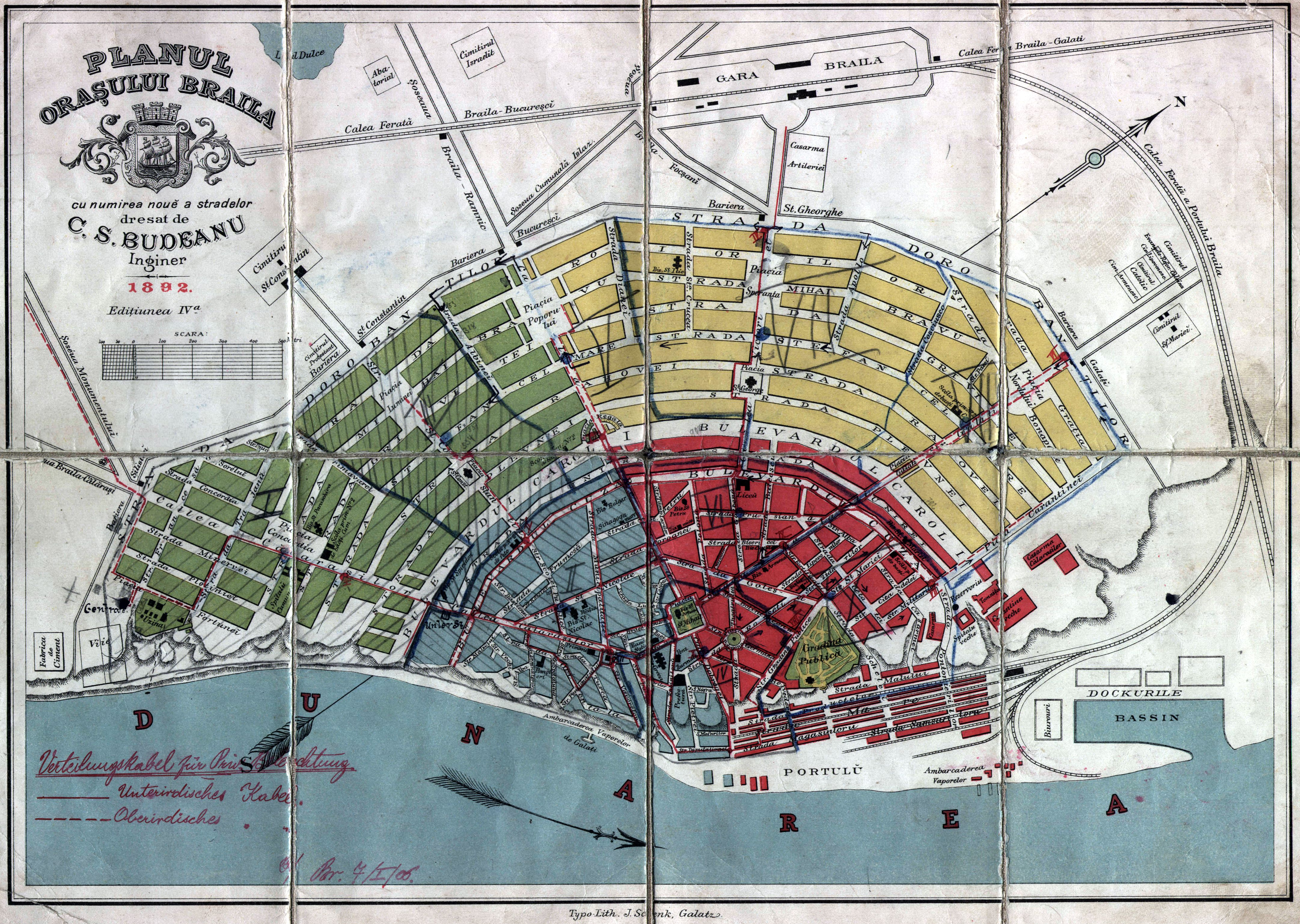
Brăila - Harta 1892

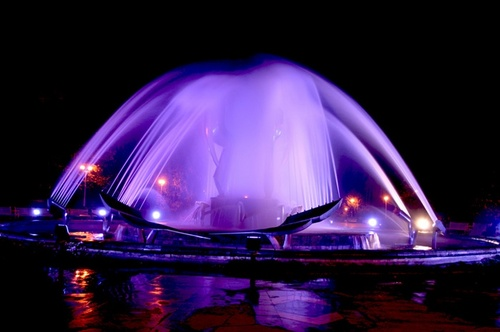
Fântână în Brăila

Privilegiul comercial pentru brașoveni, dat de Vladislav Vlaicu la 20 ianuarie 1368, atestă Brăila ca așezare importantă a Țării Românești. În 1463 cronicarul bizantin Laonic Chalcocondil caracteriza Brăila ca fiind "orașul dacilor, în care fac un comerț mai mare decât în toate orașele țării".
Referitor la izvoarele narative, anale, cronici, relatări ale unor călători, descrieri de ținut, așezări, obiceiuri, etc. trebuiesc amintite cele două cronici: Letopisețul Cantacuzinesc și Cronica Bălenilor. În primul izvor, Brăila este pomenită în legătură cu însăși intemeierea Țării Românești prin descălecat: „Iar noroadele ce pogorâse cu dânsul (cu Radu Vodă), unii s-au dat pre supt podgorie ajungând până în apa Siretului și până la Brăila; iar alții s-au întins în jos, peste tot locul, de au făcut orașă și sate până în marginea Dunării și până în Olt ”. Cronica Bălenilor, deși folosește vechiul letopiseț scris în vremea lui Matei Basarab, utilizat și de Cantacuzino, amintește doar că domnul întemeietor „Radu Vodă... au început a-și tocmi și a-și îndrepta țara cu județe, cu judecători..., lățindu-se până la Dunăre și până la Siret... ”. 
Izvoare exterioare Țării Românești, Letopisețul anonim al Moldovei, Cronica Moldo-germană, Letopisețele de la Putna (numărul 1 și numărul 2) ne dau una și aceeași știre și anume aceea de a ardere a Brăilei de către Ștefan cel Mare (1457 - 1504) la 27 februarie 1470, marți în săptămâna brânzei. În izvoarele narative externe Brăila este amintită relativ târziu, adică în secolul al XIV-lea. Reprezentativ pentru veacurile al XIV-lea și al XV-lea este Laonic Chalcocondil, unul din cronicarii Bizanțului.
Izvoarele beletristice, puține ca număr și nu întru totul concludente în privința valorii informațiilor, nu pot fi invocate decât la modul cel mai general, cu excepția Cronicii lui Enveri, dacă avem în vedere aria Brăilei. Scrisă în jurul anului 1456, Cronica rimată a lui Enveri relatează în doua din cele trei părți ale sale, date și fapte legate de relațiile Țării Românești cu turcii, înainte ca ei să fi atins, Dunărea ca hotar. Ele privesc Brăila fie indirect fie direct. Așa de pildă partea a doua a Cronicii lui Enveri, intitulată Düsturname, se ocupă de campaniile Umur-bei, emirul din Aidîn, care întreprinde o expediție navală, ajungând până la Chilia cu 300 de vase. Faptul s-ar fi petrecut între 1339 și 1341. Partea a treia cuprinde istoria otomanilor de până la expediția din 1462 (866 AH) a sultanului Mehmet al doilea împotriva Țării Românești, condusă de Vlad Țepeș. Este și locul în care se face referire la Brăila în legătură cu însăși prezența sultanului în oraș: „Șahul a venit la Brăila (în text Ibrail sau Berail), unde a petrecut sărbătoarea (îyd). Și de acolo a pornit spre Adrianopol”.
Izvoarele diplomatice din cancelaria Țării Românești își încep activitatea din a doua jumătate a secolului al XIV-lea, din punct de vedere intern, cel mai vechi document cunoscut până acum este privilegiul acordat negustorilor brașoveni și din Țara Bârsei de Vladislav I Vlaicu la 20 ianuarie 1368. El constituie totodată și cea mai veche dovadă a existenței Brăilei ca așezare a Țării Românești. Pentru secolul al XVI-lea putem aminti încă două documente importante ale cancelariei otomane, unul din 1520, deci precedând cu aproape două decenii constituirea kazalei Brăila precum și un altul, posterior cu trei decenii aceluiași moment. Este vorba, pentru cel din urmă de știrile cuprinse într-o interesantă kanunnameea, republicată recent.
Izvoarele catagrafice au fost socotite în mod firesc printre cele mai vechi surse privitoare la Brăila, atâta vreme cât litoralul dobrogean și gurile Dunării au fost în atenția și intersul negustorilor și călătorilor ce aveau nevoie de detalii pentru a ajunge în aceste locuri. În secolul trecut, Constantin C. Giurescu a socotit chiar că cea mai veche mențiune a Brăilei într-o formă alterată ar fi cea din Libro del Conoscimiento, datând din jurul anului 1350. 
O altă sursă cartografică, pe care socotim a fi, a doua mențiune a Brăilei ca vechime, ar fi o hartă nautică probabil italiană ca realizare aflată în Arhivele de stat din Zagreb și datată de primul ei editor (L. Bendeffy) în intervalul 1320-1370.
Urmează pentru veacul al XV-lea o serie de hărți nautice, mai mult sau mai puțin folosite de istoricii români în ceea ce privește descifrarea realităților din stațiul românesc. Este vorba de cele lucrate în atelierele lui Grazioso Benicasa din 1467 și 1471, unde Brăila este numită Brilago, apoi hărțile datorate cartografilor din atelierul lui Enrico Martello Germano din 1480-1493, unde orașul Dunărean este numit Brailano. Primele patru decenii din veacul următor nu aduc o creștere spectaculoasă a numărului de portulane, așa cum se va întâmpla după 1550, dar Brăila este întâlnită în continuare la Fr. Rosseli sub numele de Brailano, în vreme ce pe harta lui Andreea Vavassore (cca 1520) numele apare sub forma Brelago.
Ultimele izvoare ce scot în evidență arealul brăilean, sunt cele numismatice. Secolul al XI-lea este ilustrat de două monede de la Roman III Argyros (1028-1034) și de la Mihail al IV-lea (1034-1041). Ambele sunt găsite la Brăila, ultima foarte recent adică în timpul cercetărilor arheologice din 1993. Veacurile următoare sunt relativ bogate în mărturii numismatice explicația fiind circulația monetară datorită comerțului, proveniența lor fiind diversă: Polonia, Imperiul Otoman, Imperiul Habsbugic.
Pe la începutul epocii de conlocuire româno-slavă, și anume în anul 681, Imperiul Bizantin, care era în lupta cu slavii, cheamă în ajutor pe avari. Aceștia, avându-și centrul puterii lor tot în Panonia, ca și hunii nu atacă direct, dinspre apus, ci trec mai întâi Dunărea pe malul drept pe la Viminacium în regiunea Belgradului de astăzi, merg apoi cu oastea lor de-alungul țărmului până în regiunea Brăilei, unde sunt trecuți din nou pe malul stâng de către flota imperială. Cu prilejul acestei expediții, izvoarele bizantine afirmă că ținutul din stânga Dunării unde locuiau slavii, era foarte bogat, plin de pradă din provinciile de la sud de fluviu. Afirmația aceasta ne interesează în mod deosebit, deoarece ea se referă la întreaga țară carpato-dunăreană, deci și la partea ei de răsărit, la aria viitoarei Brăile. 
Populația de pe aria Brăilei, atestată arheologic, încă din secolul al IV-lea , nu dispare ci se dezvoltă, lucru atestat prin descoperirile arheologice care dovedesc continuitatea populației autohtone pe locul Brăilei în secolele V-XII . În această perioada populația se regăsește în regiunea intermediară dintre Chiscani și Baldovinești, adică pe locul Brăilei și Brăiliței. Numărul locuitorilor din această regiune crește o dată cu bunăstarea lor. Făcând comerț activ cu peștele prins în balta vecină, vânzându-l bizantinilor în schimbul perperilor de aur, trimițându-l cu carele atât în Muntenia și în Moldova, cât și mai departe, până în Polonia, acești locuitori dispun de venituri din ce în ce mai mari, iar numărul lor sporește prin cei ce vin să se așeze aici atrași de câstig. Vechiul sat pescăresc se transformă în târg, în așezare de caracter urban. La această transformare a contribuit în mare măsura portul, fapul că sosesc aici corăbii, aducând produse și mărfuri străine, pe care le vând autohtonilor, cumpărând produsele locului. Judecând după felul cum este menționată Brăila în secolul al XIV-lea, în timpul domniei lui Vlaicu Vodă, considerăm ca transformarea avusese loc cu mult înainte. 
După părerea lui Constantin C. Giurescu schimbarea s-a produs înainte de întemeierea Țării Românești, adică înainte de circa 1300. Istoricul își susține punctul de vedere prin amintirea unei mărturii istorice: Cronica de la Kiev-cunoscută și sub numele de: Cronica lui Nestor, care se referă la expediția întreprinsă de Sveatoslav, cneazul de Kiev, împotriva bulgarilor, la apelul bizantinilor, în anul 969, ea subliniază concentrarea de mărfuri și produse care are loc la Dunărea de jos. După întemeierea Țării Românești, Brăila va cunoaște o deosebită înflorire, fapt explicabil prin reunirea întregului teritoriu dintre Dunăre și Carpați într-o singură formațiune politică. Viața acestui teritoriu va lua un nou avânt, schimburile se vor intensifica datorită faptului că drumurile devin mai sigure atât pentru localnici cât și pentru sașii din Transilvania, târgurile crescând ca număr și amploare, importul și exportul prin Brăila vor crește și ele. 
Întemeierea statului Țării Românești a însemnat și înființarea județelor ca unități administrative în cadrul lui. De fapt, ca realități geografice și economice, ele existau mai dinainte, însemnând, în genere, tot atâtea grupări de așezări omenești din bazinul unui râu sau dintr - o porțiune a acestui bazin. După întemeiere, aceste străvechi formațiuni sunt încadrate în noul stat și fiecare din ele e cârmuită de către un dregător al domniei, un pârcălab, având atribuții militare, administrative și judecătorești și o reședință cunoscută. Un asemenea județ a existat sub Basarab I, în partea de răsărit a țării, între județele Râmnicul Sărat, Buzău și Ialomița: a fost județul Brăila al cărui pârcălab și-a avut reședința, în mod firesc, în orașul ce a dat numele sau noii unități administrative. Trebuie relevat că în timp ce marea majoritate a județelor Țării Românești se numesc după apele care le străbat sau le mărginesc, după pădurile din cuprinsul lor, după locuitori sau după felul terenului, singurul județ al Brăilei adoptă numele reședinței sale: o dovadă în plus de însemnătate deosebită pe care o prezenta această reședință. 
Dar întemeierea județului a însemnat și un spor de populație, de însemnătate și de putere economică pentru târgul sau orașul Brăilei. La reședința, unde cârmuia, în mod obișnuit, pârcălabul, s-au stabilit dregătorii subalterni, care-l însoțeau, cu familiile lor, apoi oamenii de pază, ostașii priveghind atât târgul propriu-zis cât și portul, cu viața lui caracteristică și amestecată. A sporit numărul mesteșugarilor și negustorilor, care se îndreaptă în genere, spre centrele administrative însemnate, cu o populație sporită, centre care ofereau, prin ostașii lor, o protecție mai bună împotriva eventualelor atacuri și prădăciuni. Am arătat că în jurul orașului Brăila a existat, înca sub Basarab I, întemeietorul Țării Românești, un județ care, nu si-a luat numele de la vreo apă, pădure, formă de relief sau de la locuitori, spre deosebire de celelalte, ci de la orașul care i-a servit drept capitală, de la Brăila. 
Și întocmai după cum prima mențiune documentară certă a orașului este mult posterioară începuturilor existenței sale, tot așa și prima mențiune documentară a județului; ea datează din 1481, când Ștefan cel Mare trimite o scrisoare boierilor mari și mici, judecilor, judecătorilor și săracilor „din tot ținutul Brăilei”; domnul Moldovei întrebuințează termenul „ținut”, obișnuit dincolo de Milcov, în locul celui de „județ”, din Țăra Românească. Răspunsul la această scrisoare vine din partea tuturor boierilor, cnejilor și rumânilor „brăileni”, deci din județul Brăilei.
Nu avem știri precise asupra întinderii județului Brăila în epoca veche, înainte ca orașul să fi fost ocupat de turci și să i se fi adăugat raiaua. Se crede însă că nu diferea mult, sub acest raport, de ceea ce a fost județul după 1829. El avea drept hotar de miazănoapte Siretul, a cărui albie veche venea însă mai spre sud decât cea de azi. Spre apus se mărginea cu județele Râmnicul Sărat și Buzău, iar spre miazăzi cu județul Ialomița, a cărui capitală era la Orașul de Floci sau, cum i se spunea mai pe scurt, la Oraș. Înspre răsărit, hotarul îl forma Dunărea Veche, dincolo de care era Dobrogea; „balta” întra deci în întregime în componența județului Brăila.
Ori de cîte ori Brăila e pomenită în cronicile moldovenești sau în documentele muntene cunoscute până acum nu i se dă niciodată numele de cetate. Un document din 30 octombrie 1540 arată limpede că turci, după ce au ocupat, în acel an, orașul, au început să construiască o cetate de zid, de unde rezultă că mai înainte nu existase o asemenea cetate. Zidirea cetății și constituirea în jurul ei a raialei duce la luarea în stăpânire de către turci a orașului dar și a împrejurimilor. În istoriografia noastră luarea în stăpânire a orașului de către turci duce la controverse, raportul polon din 1540 arată că: „turcul, luând un oraș mare și puternic anume Brăila, la supus stăpânirii sale și a început a face cetate de zid”. Rezultă deci că ocuparea orașului ar fi avut loc între iunie 1539 și 30 octombrie 1540 și nu în timpul anului 1538 în campania sultanului Soliman Legislatorul împotriva lui Petru Rareș. Ocupând acest port, turcii nu i-au schimbat numele așa cum s–a întâmplat cu Tighina, devenită Bender, și cu Cetatea Albă, devenită Akkerman, și s-au mulțumit să-l pronunțe după spiritul limbii lor adăugându-i prefixul i. Și întocmai după cum din moldovenescul Smil, atestat în cronici și documente, au facut Ismail tot așa din Brăila au facut Ibrail. Sub acest nume apare ea în actele Imperiului Otoman; el va fi întrebuințat și de străinii care ajung aici; sub acest nume e cunoscută Brăila și în rapoartele diplomatice până în plin secol al XIX-lea, decenii după ce orașul reintrase în stăpânirea politică românească. 
Persistența caracteristicului nume românesc sub dominația otomană este încă o dovadă de vechime considerabilă, dar și de faptul că el ajunsese familiar și străinilor de pretutindeni, de aceea turcii au trebuit să-l adopte. Îndată ce au luat în stăpânire orașul, ei s-au grăbit să ridice o cetate puternică de zid, dominând portul si fluviul. Nu ni s-au păstrat descriei și planuri ale cetății din secolul al XVI-lea, dar este sigur, după părerea noastră, că partea centrală sau nucleul ei n-a diferit față de planurile din secolul al XVIII. Această parte centrală, potrivit planului ridicat de capitanul austriac de stat major Johann von Vermatti în timpul războiului din 1787-1791, și anume 1790, se alcătuia dintr-o incintă pătrată, avînd la cele patru colțuri câte un bastion circular: ea forma inima cetății, punctul ultim de rezistență. Această prima incintă era înconjurată de o a doua, tot pătrată, dar fără bastioane, apoi de o a treia, pentagonală, având la cele cinci colțuri câte un bastion, din care două erau circulare, iar trei unghiulare sau poligonale. Aceste trei incinte sunt exclusiv pe platou, sus, nu ajung la Dunăre. O a patra incinta pornește în partea de nord chiar de la fluviu, dar nu-l atinge și în partea de sud; ea formează unghiuri dar fără bastioane. În sfârșit, o a cincea incintă, cu șapte bastioane, dublată de un șant spre exterior, se află tot sus, pe platou, fără să atingă Dunărea nici la nord, nici la sud. Casele orașului sunt cuprinse între această incintă exterioară și incinta a patra. 
Trei drumuri străbat, prin trei porți, ultima incintă, ducând unul spre miazazi, spre Silistra și orașele din câmpia munteană, altul spre orașele din marginea podgoriei: Focșani, Râmnicul Sărat, Buzău și apoi mai departe spre vechea capitală a Țării Românești, spre Târgoviște și de aici, fie prin Câmpulung, peste munți la Brașov, fie la Pitești, Slatina, trecând după aceea Oltul; cel de-al treilea drum făcea legătura cu Galații și apoi cu întreaga Moldovă. Cetatea nu se mai vede astăzi, ea a fost rasă în 1828-1829, în timpul războiului ruso-turc, doar o foarte mică porțiune din vechiul zid s-a mai păstrat în dreptul malului, spre port. A mai rămas de asemenea, un beci boltit pe strada Citadelei; se zice ca ar fi servit pe vremea turcilor drept ierbărie sau pulberărie ; astăzi adăpostește budane ale serviciului Vin-alcool. Pe locul fostului șanț care mărginea spre exterior cetatea se întinde azi semicirculara stradă a Unirii. Cu cele cinci incinte ale ei, din care trei prevăzute cu bastioane, cu mulțimea de tunuri care o apărau, în 1809 ofițerul rus de origine franceză Langeron le apreciază la aproape 200, dispuse în baterii construite după sistemul turcesc, cetatea Brăila avea un aspect falnic, impunător; bine apărată și bine aprovizionată, ea putea rezista și unui asediu îndelungat. 
Orașul se întindea în stânga cetății, cum priveai de pe Dunăre. El era, după părerea aceluiași Langeron: „mare și mai bine construit decât celelalte orașe turcești”. Se găsesc aici, adaugă el: „o mare mulțime de case spațioase și agreabile vederii”. O sumă dintre aceste case erau acoperite acum cu olane gălbui, după obiceiul turcesc și aveau streșini late, ca să nu atingă nici ploaia, nici razele fierbinți ale soarelui de vară, pereții scunzi. Se mai pot vedea și astăzi câteva asemenea case, cum e, de pildă, aceea de pe strada Justiției (între strada Călărași și faleza Dunării).
La orășenii turci mai pricopsiți, tavanele odăilor erau din lemn lucrat frumos, în formă de rozetă; un asemenea tavan se poate vedea la muzeul de istorie al orașului. În timpul ridicării planului cetății, în 1790, de către căpitanul von Vermatti, orașul avea 2580 de case , ceea ce, admițând căte cinci locuitori de casă, aceasta cifră constituie un minim, dă un număr de 12900 de locuitori; în realitate, socotind și pe flotanți, destul de numeroși în porturi, și pe cei nedeclarați, din motive fiscale, iarăși numeroși, se crede că cifra locuitorilor depășea 15000. În afară de cetate, noii stăpânitori ai orașului au ridicat și lăcașuri de rugăciune, în legea lor, adică meceturi și geamii. Vechile vederi ale orașului arăta mai multe minarete, deci implică existența mai multor lăcașuri, în diferite cartiere sau mahalale. Clădirea uneia singure s-a păstrat până astăzi, dar transformată în biserica ortodoxă: este biserica Sf. Arhangheli, din centrul orașului (în piața V. I. Lenin). De formă pătrată reproducând tipul mecetului mahomedan, ea a fost ridicată, probabil, în primii ani ai stăpânirii turcești și reparatș, restaurată ulterior. Prefacerea ei în biserică ortodoxa a avut loc îndată după reintrarea orașului sub stăpânirea românească 1829. Un mecet a existat și în cuprinsul cetății propriu-zise, adică în spațiul închis de a treia incintă: urmele lui nu se mai văd însă.
Îndată după constituirea cetății Brăilei a urmat și înființarea raialei sale. Se înțelegea, la noi, prin acest termen teritoriul înconjurător, cuprinzând mai multe sate din care urma sa fie aprovizionată cetatea și ai căror locuitori trebuiau să presteze muncile; cărături de tot soiul, reparații, etc. Anul înființării raialei este considerat 1542. Într-adevăr, atunci când după redobândirea raialelor de către Țara Românească, prin tratatul de la Adrianopol, s-a constituit o comisie spre a cerceta drepturile foștilor proprietari de misii din cuprinsul acestor raiale, concluzia comisiei a fost potrivit comunicării pe care o face generalul Kiseleff la 10 februarie 1832 sfatului administrativ, deci consiliului de miniștri de atunci, că se va ține seama numai de cererile acelor proprietari care au:”documenturi date pana la anul 1542”. Ceea ce înseamnă că se considera acest an drept anul înființării raialei. 
Raiaua Brăilei a fost cea mai întinsă din cele trei raiale înființate pe pământul Țării Românești, mai mare decât raiaua Giurgiului și mult mai mare decât cea a Turnului. Ea cuprindea, potrivit indicațiilor secretarului domnesc Sulzer din vremea lui Alexandru Ipsilanti (1774-1782), 55 de sate și siliști, în timp ce raiaua Giurgiului avea vreo 35 de sate, iar aceea a Turnului numai 3. Aceeași cifra de 55 de sate și siliști o găsim și în descrierea Țării Românești făcută de generalul Baur, în timpul ocupației rusești din 1768-1774. Numărul satelor varia însă în raport cu vicisitudinile vremii, el se micșora în vreme de război, din cauza distrugerilor și prădăciunilor, pentru ca, apoi, să sporească iarăși. Astfel, de pildă, în harta raialei, ridicată de ofițerii ausrtieci în 1789, în timpul războiului ruso – austriaco - turc, găsim numai 35 de sate și siliști. 
Hotarul raialei Brăilei era format înspre răsărit de albia Dunării Vechi și de Dunăre până la confluența cu Siretul; înspre miazănoapte de albia Siretului până la un punct situat la vest de satul moldovean Sărdarul; spre apus, adică spre Țara Românească, hotarul era o linie conventională, care, pornind de la Siret, de la punctul indicat, mergea mai întâi spre miazăzi până în dreptul satului Baldovinești, care ramânea în raia, apoi pe lângă satele Hagi Căpitan, Cazasu și Ismin înspre apus, la movilele Gemenile, de aici, prin Movila Ciutacului și Movila Săpată, răspundea la satul Silistraru care aparținea raialei, apoi, pe la vest de satul Osmanul sau Osman-Aga și de satul Tâmpu, ajungea la marele sat de mai târziu Odaia Vizirului, care rămânea în raia, în timp ce cele „Cinci Gorgane” aparțineau Țării Românești, pentru ca de aici, mergând spre răsărit, prin Movila Calului și prin movila satului Cuptoarele, tăind apoi Dunărea, să răspundă la Dunărea Veche, în dreptul satului Boul, care ramânea Țării Românești .
Acest hotar n-a rămas însă statornic; turcii au căutat în mai multe rânduri să-și întindă stăpânirea spre apus și miazăzi, încălcând pământul țării. Și a trebuit ca domnii, în repetate rânduri, să intervină la Poartă, cu jalbe și cu bani grei, pentru ca hotarul să fie restabilit. Așa au făcut Alexandru al II-lea (1568-1577) și fiul său Mihnea Turcitul (1577-1583, 1585-1591), așa Antonie Vodă din Popești (1669-1672). Pe vremea lui Constantin Brâncoveanu constatăm că se percepe, în februarie 1695, dajdia pentru hotarul Brăilei, în valoare de 8845 de taleri: era o dare care a servit, după toate probabilitățile, la plata cheltuielilor făcute cu prilejul cercetării și restabilirii hotarului raialei. O nouă cotropire a avut loc la începutul epocii fanariote, când a izbucnit războiul turco - austriac, în 1716. 
După ce domnul Țării Românești, Nicolae Mavrocordat, a fost luat prizonier de austrieci, și până să vina în scaun fratele său Ioan Mavrocordat, turcii din raia s-au folosit de prilej și și-au întins stăpânirea; același lucru l-au făcut și turcii de la Silistra, cotropind balta Borcei. A încercat Ioan Mavrocordat, în scurta lui domnie (1716-1719), să restabilească vechea situație, dar n-a izbutit; abia după ce s-a reîntors în scaun Nicolae Mavrocordat (1719-1730), a putut fi readus la loc hotarul. Știm faptele din povestirea, detaliată și expresivă, a cronicii lui Radu Popescu. Iată cum înfațișează ea aceste fapte: „turcii, brăileanii și dârstoreanii trecuseră hotarele țării care le ținea, țara d-început și să tindea brăileanii până la orașul Flocii, pe baltă în sus, și despre Râmnic și Buzău să tindea până în apa Buzăului, de stăpânia pământul și satele și pusese subași prin sate și scaune pe baltă de lua vama din toate ceale de esa din bălți și lua dijme dupe moșiile țării…Ci s-a făcuse un lucru foarte rău, carele să începusă din zilele lui Ioan Vodă. Și au nevoit Ioan Vodă ca să isprăvească acest lucru despre împărăție, ca să izgonească subașii si să spargă satele de pe balțile și se rămâie hotarăle iarăși precum au fost din veac, dară n-au putut. Iară domnul Nicolae Vodă, viind domn în urma fratine-său, având și credință și voe vegheată de la turci și puind nevoința cu toată inima (măcar ca și cu cheltuială, ca la turci) au isprăvit precum i-au fost pofta inimii, că au adus porunca tare de la împărațiie la brăileni, la dârstoreani, la nazâr, ca să-și ridice stăpânirea dupe pământul Țării Românești și să știe numai până în hotarele ceale bătrâne, ce au ținut cei de demult. Care porunca viindu-le, într-alt chip n-au avut cum face, ci au lăsat pământurile țării și au ținut dupe cum au ținut acei mai denainte și au rămas țară odihnită de aceasta”. O pricina de discuție între domnul Țării Românești și administratorul raialei Brăilei, acesta din urmă purta titlul de nazâr, a format-o moșia de margine a raialel numită Odaia Vizirului sau Câșla Vizirului, pe locul de astăzi al comunei Vizirul. Această moșie, daruită la un moment dat de împărăție unui vizir, de aici numele, ajunsese apoi proprietatea unei sultane și era administrată de ea prin bostangii, un soi de ostași dregători turci care se ocupau de grădinile și domeniile împărătești. 
Cu vremea, grație protecției de care se bucura moșia, se strânseseră aici o sumedenie de tărani fugiți din județele învecinate, sustrăgându-se de la plata birului domnesc; bostangiii, pe de altă parte, provocau multe neorânduieli în aceleași județe învecinate. Pentru a curma această stare de lucruri, voievodul Scarlat Ghica (august 1765-decembrie 1766) oferi sultanei suma de 25000 de lei anual și lua sub administrarea sa moșia. Aceeași operație a făcut mai târziu și voievodul Alexandru Ipsilanti (1774, după 26 septembrie-1775). 
Cu toate că pierdu-se o mare parte și cea mai bogată a teritoriului său, inclusiv reședința, județul a continuat să existe și să figureze în actele cancelariei domnești. Cea dintâi mențiune în acest sens o găsim îndată după constituirea raialei, în documentul din 17 septembrie 1543, prin care voievodul Radu Paisie (1535-1545) întărește vechiul asezămșnt ca de episcopia Buzăului să asculte: „județul Buzău și județul Râmnicul Sărat și județul Brăila și județul Săcuieni, aceste patru județe, cu toată hirotonisirea preotească și bisericească”. Peste aproape o jumătate de secol, la 12 iulie 1584 voievodul Petru Cercel (1583-1585) întărește dreptul episcopului de Buzău , păstorea pe atunci vestitul Luca din Cipru, „să ia dijma de la preoții din sat din județul Brăilei pentru brânză și pentru stupi, cum a fost legea veche de mai înainte vreme”. Timp de aproape șaizeci de ani, așadar, după constituirea raialei Brăilei, județul cu același nume continua să existe și să fie menționat în actele domnești, în scriptele cancelariei. După aceea însă, pe vremea lui Matei Basarab, constatăm o schimbare: județul Brăila nu mai apare ca o entitate deosebită, de sine stătătoare, ca până atunci, ci este contopit cu județul Râmnicu Sărat. Așa îl găsim în documentul din 6 mai 1646 referitor la satul Bordești din „județul Râmnicul Sărat și Brăila”. Această contopire, făcută, desigur, din considerente economice, partea rămasă din județul Brăila sub autoritatea domnească era prea mică și nu justifică cheltuiala legată de conducerea unui județ, nu este un caz izolat. La fel s-a procedat și cu alte județe mici, atât în Muntenia cât și în Moldova. Totuși amintirea vechiului județ, de sine stătător, se mai păstra încă și nu numai în Țara Românească, dar și în Moldova. Iată ce se scrie despre el în lucrarea cronicarului Miron Costin, Descrierea Țării Moldovei și a Țării Românești: „Ținutul Brăila, de asemenea pe Dunăre”.
Dincolo de Siret, nu departe de Galații Moldovei, este un oraș cu același nume, cu un castel de zid. Muntenii mai stăpânesc încă o parte a acestui ținut.” Județul Brăila se va reînființa temporar, în timpul războiului ruso - turc din 1806-1812, sub ocupația rusească; el va avea atunci drept cârmuitori doi ispravnici, întocmai ca și celelalte județe muntene; la 3 februarie 1811, acești ispravnici erau serdarul Scarlat Cerchez și slugerul Iancu Fotino. În ceea ce privește autoritatea tutelară, cetatea și raiaua Brăilei depindeau de sangiacatul de Silistra; tot de aceasta depindeau și Chilia și Cetatea Alba, în timp ce Giurgiul și Turnul erau sub autoritatea sangeacatului de Nicopole.
Brăilei i s-a acordat de la început din primii ani de după eliberare o deosebită atenție de către guvernul țării dată fiind însemnătatea ei economică. Tratatul de la Adrianopol(2/14 septembrie 1829) prin care se încheia războiul ruso - turc, prevedea, prin articolul V și prin actul deosebit privind Țara Românească și Moldova, act dezvoltător al numitului articol și partea integrantă a tratatului, ca cetațile turcești de pe malul stâng al Dunării împreună cu insulele din spre acest mal vor fi înapoiate Țării Românești, hotarul fața de Imperiul Otoman urmând a fi talvegul Dunării, adică linia de maxima adâncime a ei. În consecință, Brăila reveni, după o întrerupere de 289 de ani, sub stăpânirea politică românească; sub raportul economic și etnic am văzut că nu încetase nici o clipă caracterul ei românesc. Operațiunile de demilitarizare a graniței Dunării au început de la 29 martie 1830, prin instituirea comisiei respective; lucrările ei durară până la 8 octombrie același an. 
Acum se reînființează și județul Brăila, având doua plăși: Vădenii, cu 20 de sate și Balta cu 38. Primul ispravnic al noului județ a fost serdarul Grigore Tăutu. Se institui de asemenea, domeniul Brăilei, cuprinzând teritoriul fostei raiale, teritoriu mai mic decât acela al județului. În aprilie 1831, se publicau dispozițiile luate de Obșteasca Adunare cu privire la organizarea acestui domeniu, organizare care avea în vedere: 1)moșiile domeniului; 2)pescuitul pe Dunăre; 3)”ostroavele din șanalul Dunării”. Se urmărea și colonizarea domeniului cu locuitori care ar dori sa se așeze aici, români sau străini. Precizarea pe teren a vechilor hotare, tinându-se seama și de eventualele revendicări ale foștilor stăpâni de moșii.
Factorul care a contribuit în cel mai înalt grad la dezvoltarea Brăilei, după 1829, a fost libertatea comerțului pe Dunăre și mare, prevăzută de unul din articolele tratatului de la Adrianopol. Această libertate face ca mărfurile Brăilei și în primul rând grânele, produsele animaliere, sarea, să poată fi vândute oricui, și anume acelora care ofera prețurile cele mai bune. De acum se termină monopolul turcesc, obligația de a aproviziona Imperiul otoman, în special capitala și armata lui. Rezultatul acestei mișcări comerciale este dezvoltarea tot mai accentuată a portului și a orașului Brăila. Acest lucru este observat și de străini: consulul francez Minaut subliniază la 18 septembrie 1834, „mișcarea acestor două porturi, a căror importanță, în special a Brăilei, crește în fiecare zi și care tind să ia o dezvoltare realmente considerabilă .
Încă de la 10 mai 1830, locotenent - colonelul G. Riniviev prezenta planul viitorului oraș, plan cu un mare bulevard de centura, în forma de arc de cerc, el forma limita orașului, precum și străzi regulate, drepte, apoi piețe și amplasamente pentru viitoarele instituții municipale. În același an colonelul Nilson întocmea planurile pentru numitele instituții, împreună cu devizele corespunzătoare. Ele erau înaintate, la 6 februarie 1831, divanului țării de către generalul Kiseleff. Planul lui Riniev nu fu găsit însă satisfăcător, de altfel unii locuitori, cu prilejul ridicării diferitelor binale, nu ținuseră seama de prevederile lui , așa încât, la 6 ianuarie 1834, capitanul baron R. de Borroczyn e însărcinat cu ridicarea unui nou plan, „cu cea mai perfectă exactitate”, plan care, definitivat, să fie adus apoi la cunoștința cetațenilor spre a i se conforma pe viitor. Borroczyn execută într-adevăr noul plan și, împreună cu un memoriu explicativ, îl prezenta, la 14 ianuarie 1835, spre a fi supus aprobării domnești. Se aduceau prin acest nou plan, care ținea seama totuși de cel vechi, o serie de rectificări și îmbunătățiri străzilor, piețelor și locurilor destinate clădirilor publice. Principalele îmbunătățiri priveau cele două coborâșuri spre port, piața cea mare din mijlocul orașului, o nouă piață situată în apropiere de calea Silistrei, amplasarea carantinei, a unei cazărmi și a unei școli, deschiderea de noi străzi, alinierea unora vechi și desființarea câtorva străzi rău trasate. Locul fostei cetăți urma să fie nivelat la înălțimea terenului înconjurător. Viitoarele clădiri trebuiau să fie construite numai în conformitate cu planul prezent, în piața cea mare a orașului, casele urmau să fie exclusiv din cărămidă și cu o fațadă anume . 
Pentru a atrage noii locuitori, se hotarăște parcelarea întinselor locuri virane, inclusiv locul fostei cetăți și vânzarea lor la prețuri modice. Existau trei categorii de parcele: prima categorie care se vindea cu 4 lei sau piaștri stânjenul pătrat , a doua categorie cu 2 lei și a treia cu 1 leu. Suprafețele disponibile totalizau 40 000 stânjeni pătrați pentru prima categorie, 130 000 pentru cea de - a doua și 100 000 pentru cea de-a treia.
Armatorii bineînteles că nu au putut lipsi, unii dintre ei au cumpărat cu gândul de a vinde mai târziu mai multe parcele . Și deși prețul era atât de redus, totuși o seama dintre cumpărători nu-l achitară, iar alții nu ridicară imobilele la care, potrivit regulamentului, erau îndatorați. Așa încât, la 18 august 1831, se luă hotărarea ca acelora care până la 1 iulie 1832 nu vor achita prețul convenit, să li se retragă terenul și să fie vândut altora. Măsura nu se aplica însă sau nu se aplica integral, deoarece, în ianuarie 1834, mai erau înca restanțieri în ceea ce privește obligația de a construi . După aceste parcele, administrația orașului urma să încaseze 520 0000 de lei, din care 290 000 reprezentau, la 7 ianuarie 1834, valoarea celor vândute deja .
Paralel cu construcțiile particularilor, se începură o serie de lucrări și construcții publice. În 1832, s-a pavat cu piatră o parte a pieței centrale, se aliniară o seamă de străzi sau ulițe și se așezară felinare pe toate, se mută, din cauza mirosului, pescăria din fața portului, într-o latură a lui, se astupară circa 3000 de gropi care serviseră, sub turci, ca depozite de grâne, se inființă, într-o clădire cumparată anume, spitalul militar.
În anul următor, se amenajă drumul ce cobora în port pe langă carantină, tot în 1832, în februarie, marele vistier Al. Villara propune ca: ”pe fiecare an, să se deosibească o suma de bani hotărâtă, pe seama casei de rezerva, pentru facerea unui port cum se cade la schela Brăilei. Cu acest capital să se pregăteasca din vreme materialurile trebuincioase și, după plan meșteșugit și doveditor de un simțitor folos al Statului, în curgere de vreo câțiva ani să se săvârșească portul, întru aceeași asemănare cu alte porturi europinești ”. Urmează, în 1835, alegerea locurilor, dincolo de vechiul șant al cetății, pe care aveau să se ridice cazarma miliției și temnița. Se înfrumusețează grădina publică, numită „Belvedere” din cauza priveliștii admirabile spre Dunăre, baltă și Munții Măcinului, și se îngriji monumentul ridicat în amintirea campaniei din 1828-1829. În 1836, începură studiile pentru construirea cheiurilor portului, cu această lucrare fiind însărcinat colonelul Blaremberg, cumnatul domnului Alexandru Ghica, acesta consulta un specialist străin.
În 1839, orașul se întinsese dincolo de fostul șanț al cetății, existau acum, așa cum aflăm dintr-o adresă din 17 martie a vistieriei către Departamentul Internelor, „foburguri”, ele însa nu erau asimilate orașului, nu beneficiau, de pilda, de regimul de porto-franco, care înceta la bariere, adică la fostul șanț, ci erau considerate ca „sate”. Pe langă foburguri, erau și două sate situate pe izlazul orașului, izlaz ce fusese mărit cu 1 500 pogoane: Iarba Dulce și Piscul Brăilii.
Organizarea orașului Brăila a fost cea prevăzută de Regulamentul organic în general pentru orașe. Organul cârmuitor se numea „maghistrat” și se alcătuia din patru „mădulari” sau membrii, dintre care unul era președinte, iar altul casier. În 1833, găsim ca președinte al maghistratului pe Panait Rubin, dintr-o veche familie brăileana, al cărei nume a fost dat astăzi străzii unde-și avea așezarea, iar ca membri pe polcovnicul Ioan, pe Matache Paraschivescu și pe Grigore Ahtaru.
În fruntea poliției era un „poliț - maister”, numit mai târziu „polițai”. Suprafața orașului propriu - zis, până la fostul șanț al cetății, se împărțea în mai multe „văpseli” sau culori, corespunzând „sectoarelor” ulterioare sau raioanelor de străzi din București. La 5 aprilie 1840, un Dumitru Ghiorghiu se plânge domnului că în februarie 1834 i s-a dat de către maghistrat „locu’ de casă într - acest oraș Brăila, stânjeni 72, în mahalaua văpsao roșie no. 260”, pe care a clădit prăvălie și locuință, iar acum vor să-i taie locul. Paralel cu împărțirea oficială, în culori, se păstrau însă și numirile vechilor mahalale. E amintită astfel, într-o jalbă din 29 septembrie 1840 a unui Chircov Mirigi, „mahalaua armenească, unde numitul avea o casă supusă dărâmării din cauza alinierii uliței ce mergea către biserica armenească”. Catagrafia din 1837 constată ca pe lângă această mahala armenească, și pe cea a „Bisericii Vechi” cu cel mai mare număr de contribuabili precum și „mahalaua Belvederului”, un nume nou de după 1828. Hotărârile maghistratului, potrivit articolului 38 al Regulamentului Organic, trebuiau să fie aprobate însă mai întâi de către „ocârmuitorul” județului, ocârmuitor corespunzând pârcălabului de altă dată sau prefectului de mai tarziu. Numai după această aprobare ele deveneau obligatorii, executarea lor fiind în grija poliț - maiestrului. Ocârmuitorul avea și dreptul să intervină dacă i se părea că o hotărâre a maghistratului este „împotriva intereselor orașului” raportând totodată despre aceasta marii vornicii. Așa se explica rolul important pe care il avea de fapt și de drept, în ce privește gospodărirea orașului cârmuitorul județului. 
De la unii din negustorii și meseriașii Brăilei își trag numele câteva străzi ale orașului. Găsim astfel în planurile vechi ale lui din prima jumătate a secolului al XIX-lea, strada Brașoveni, după negustorii români din Șcheii Brașovului așezați în Brăila și vânzând marfa numită „brașovenie” (obiecte de metal, țesături, pălării, lăzi brașovenești etc.). O altă stradă se numea Cojocari, deoarece aici locuiau cojocarii. O a treia Cavafi, după cei ce făceau încălțamintea de rând iar o a patra Zidari. Dezvoltarea economică a Brăilei din perioada 1829-1848 a avut drept urmare o creștere de proporție a populației. La vechiul nucleu care după cum am arătat continuase să traiască în Brăila sub stăpânirea turcească s-au adăugat o serie întreagă de țărani români veniți din satele raialei, continuând un proces ce a avut loc necontenit în perioada 1540-1828. Catagrafiile ilustrează, de altfel, acest proces printre locuitorii din „mahalaua ot poarta cea mare, cei veniți de prin satele raielii” este și „unchiașul” mijlocaș, deci de stare materială de mijloc. Acest aflux rural este procesul obișnuit în toate orașele noastre , și nu numai ci și în toată lumea. La românii veniți din satele Munteniei, în primul rând și în fosta raia și din județele limitrofe: Râmnicul Sărat, Buzău, Ialomița, s-au adăugat românii din Transilvania, în special din Brașov și Săcele, o parte negustori iar cealaltă parte mocani veniți cu oile din rândurile acestor transilvăneni, mocani și negustori, s-au ridicat, cu vremea familii ca „Perlea, Grozea, Panțu, Sassu, Grosu, Moldovanu” care au jucat un rol important atât în viața economică, politică și culturală a Brăilei cât și a țării. După cum se vede, în perioada 1829-1848 ca și mai înainte de altfel Brăila a avut aidoma tuturor marilor porturi, o populație amestecată.
Pe lângă românii majoritari alcatuiți din reprezentanți ai diverselor ramuri ale entităților etnice au fost și străini de tot felul. Treptat, însă, o buna parte a acestora se asimilează topindu-se în masa autohtonă. Pentru apărarea intereselor atât a conaționalilor săi stabiliți în Brăila cât și a celor în trecere precum și a echipajelor și mărfurilor sosite cu navele, diferite state europene , au inființat aici posturi de vice consuli, depinzând de consulii generali din București. Începutul l-a făcut Anglia în 1835 și rezultatul a fost ca de îndată, numărul supușilor englezi din Brăila a sporit considerabil. Încă de la 28 ianuarie stil nou 1835 existatu 22 de asemenea supuși recrutați din rândul bulgarilor și care obținuse patentele lor de la consulul general din capitala. Exemplul Angliei a fost urmat de celelalte state europene, și rând pe rând, Austria, Rusia, Grecia și Piemontul au inființat și ele viceconsulate în Brăila. În anul 1837, nu mai puțin de 405 locuitori ai orașului deveniseră sudiți sau supuși străini . Evenimentele politice esențiale din Brăila în răstimpul 1829-1848 au fost cele trei mișcări din anii 1841-1842 și 1843, care au reprezentat în fond, continuări ale Eteriei din 1821, urmărind ca scop final eliberarea creștinilor din Peninsula Balcanică de sub dominația turcească în primul rând, eliberarea bulgarilor.
Faptul că Brăila a avut conducători destoinici ca Slătineanu și colonelul Jacobson, de origine străină dar care se identifică deplin cu interesele și nevoile orașului, face ca dezvoltarea orașului și portului să aibă un avânt deosebit în perioada 1830-1848. Numărul vaselor care vin la Brăila încep să întreacă pe acela al Galaților. Dacă în 1831 sosesc în acest din urmă port 185 de vase față de 111 în Brăila, în 1832 raportul se schimbă 186 fața de 486. Francezul Bois le Comte observă în 1834 că dacă Galații sunt, ca așezare mai mari decât Brăila, în schimb progresele ultimei sunt mai repezi. 
Aflată intermitent sub ocupație turcească, așezarea a fost pe rând supusă asediului de către Walerand de Wavrin (1445), Ștefan cel Mare, care a si ars-o in 1470, Ioan Vodă cel Cumplit (1574). În 1595, are loc eliberarea Brăilei de sub turci de către oștile lui Mihai Viteazul. Acest voievod construiește în oraș o biserică cu hramul Sfântul Nicolae. Urmează Mihnea al III-lea, care, în 1658, lovește garnizoana otomană din raiaua Brăilei.
Intervalul 1711 - 1812 înseamnă un veac de războaie purtate între ruși-turci și austrieci peste trupul țărilor române. În calea răutăților, Brăila este mereu lovită, arsă, refacută. Epoca se încheie cu Pacea de la Adrianopol (2 septembrie (pe stil vechi) 1829), când Brăila revine la Țara Românească, după aproape trei secole.

### Istoria modernă
Perioada care a urmat din secolul al XIX-lea a fost înfloritoare pentru oraș, care cunoaște multe modificări și realizări: pavaj și felinare pe străzi, farmacii, stație meteo, spital militar, dobândirea statutului de oraș porto-franco în 1836, parcul Belvedere, înființarea unor tipografii, a unei bănci, a unei cazarme și a unui teatru, deschiderea unei școli de fete, a unui gimnaziu și construirea docurilor, a căilor ferate și a mai multor fabrici. În 1888 s-a utilizat aici pentru prima dată în țară betonul armat. În primul an al noului secol au fost introduse tramvaiul și becul electric. Se dezvoltă puternic învățământul și cultura sistemul bancar, susținute de comerțul înfloritor. După ocupația din primul război mondial, se pune în 1927 temelia Palatului Agriculturii, iar trei ani mai târziu populația așezării a ajuns la 68.310 locuitori. În această perioadă la Brăila se stabilea prețul cerealelor în Europa, la Bursa Agricolă.